# Эркер

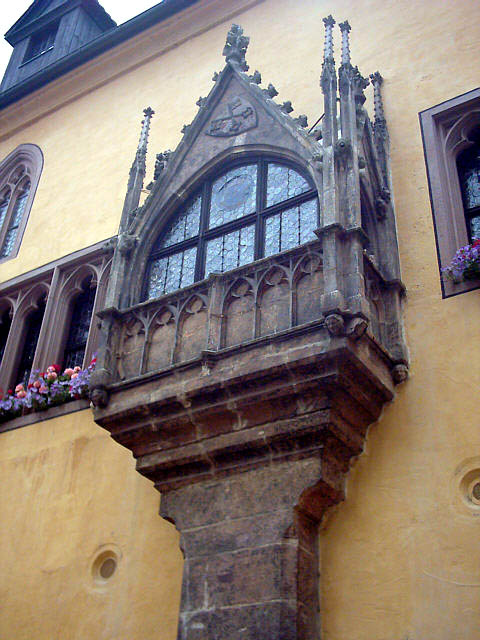
Эркер старой ратуши Регенсбурга

Э́ркер (нем. erker, ärker от формы латинского «arcora» — «дуга, лук») — выходящая из плоскости фасада часть помещения, частично или полностью остеклённая, улучшающая его освещённость и инсоляцию. Позволяет увеличить внутреннее пространство жилища. Зачастую эркер остеклён по всему периметру.
Эркер может быть круглой, прямоугольной или многогранной формы. Эркеры могут быть как одно-, так и многоэтажными. Часто, но не обязательно, несущими для эркеров являются консольные балки или камни. Верхняя часть эркера выполняется в виде ската, иногда даже нескольких. Встречаются также и эркерные «башенки», которые возвышаются над главным карнизом здания.
Выступающая во всю высоту здания часть фасада с несущими стенами (идущими от самого фундамента здания) носит уже другое название — ризалит. Главное отличие эркера от ризалита заключается в том, что эркер служит для увеличения площади внутреннего помещения, его освещенности, и инсоляции, в то время как ризалит не влияет на внутреннюю планировку здания а выполняет композиционную функцию для всего здания.
Эркеры часто путают с закрытыми балконами. Отличие заключается в том, что закрытый балкон - это выступающее за фасад помещение, в то время как эркер является частью большего помещения.
Остеклённые выступающие части некоторых машин, предназначенные для увеличения обзорности, также называют эркерами. Например, эркеры установлены на специальных железнодорожных вагонах-путеизмерителях или динамометрических вагонах и дают полный боковой обзор рельсов и полотна.

## Назначение
Эркеры появились в крепостях, вначале как оборонительный выступ, улучшающий обзор и обстрел войск противника, штурмующих крепостные стены. Другим прародителем эркера мог быть алтарь внутренней церкви, так как по канонам католической церкви над алтарём нельзя было иметь других помещений.
В начале XX века, с расцветом стиля модерн, крупнейшие архитекторы обратились к проектированию доходных домов. Именно в это время доходный дом, как тип многоквартирного жилого дома, приобрёл те изменения, которые впоследствии получили развитие в жилищном строительстве. Эркер рассматривался как одно из средств дополнительного доступа естественного света и увеличения суточного периода освещения квартиры солнцем. Он увеличивал площадь помещения и стирал грань между внутренним пространством и улицей. Помимо решения утилитарных задач он нашёл широкое применение как один из тех выразительных элементов, которые придают фасаду здания бо́льшую живописность, объёмность, обогащают игрой света и тени.

## Галерея

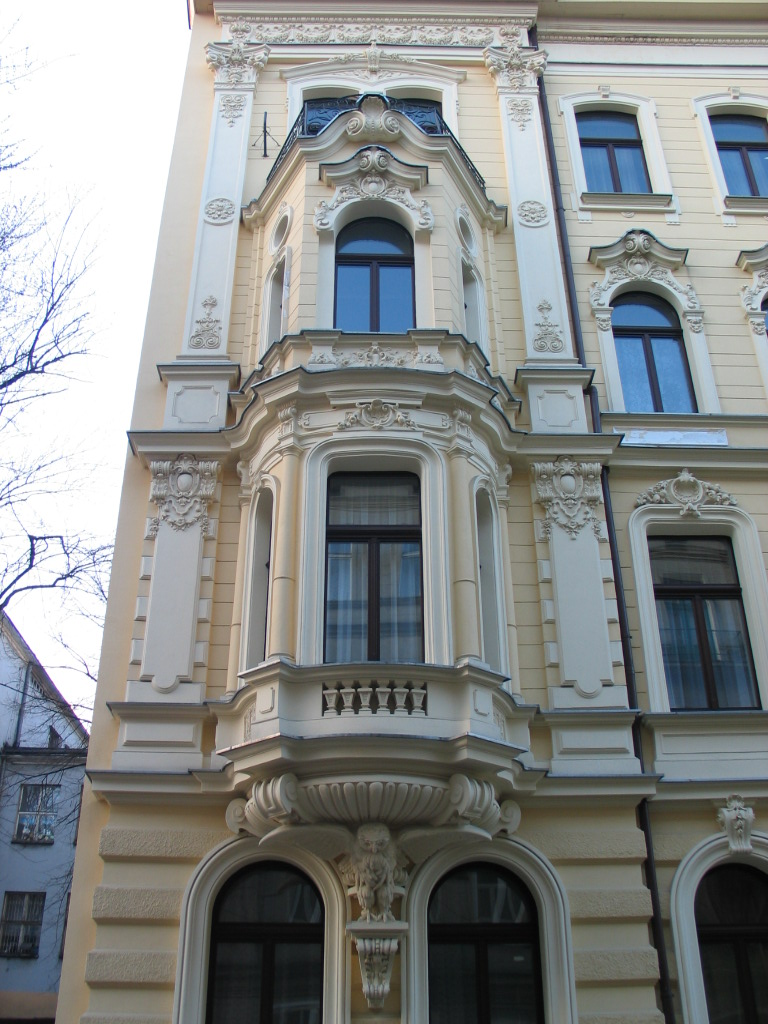
Эркер. Лодзь, Польша
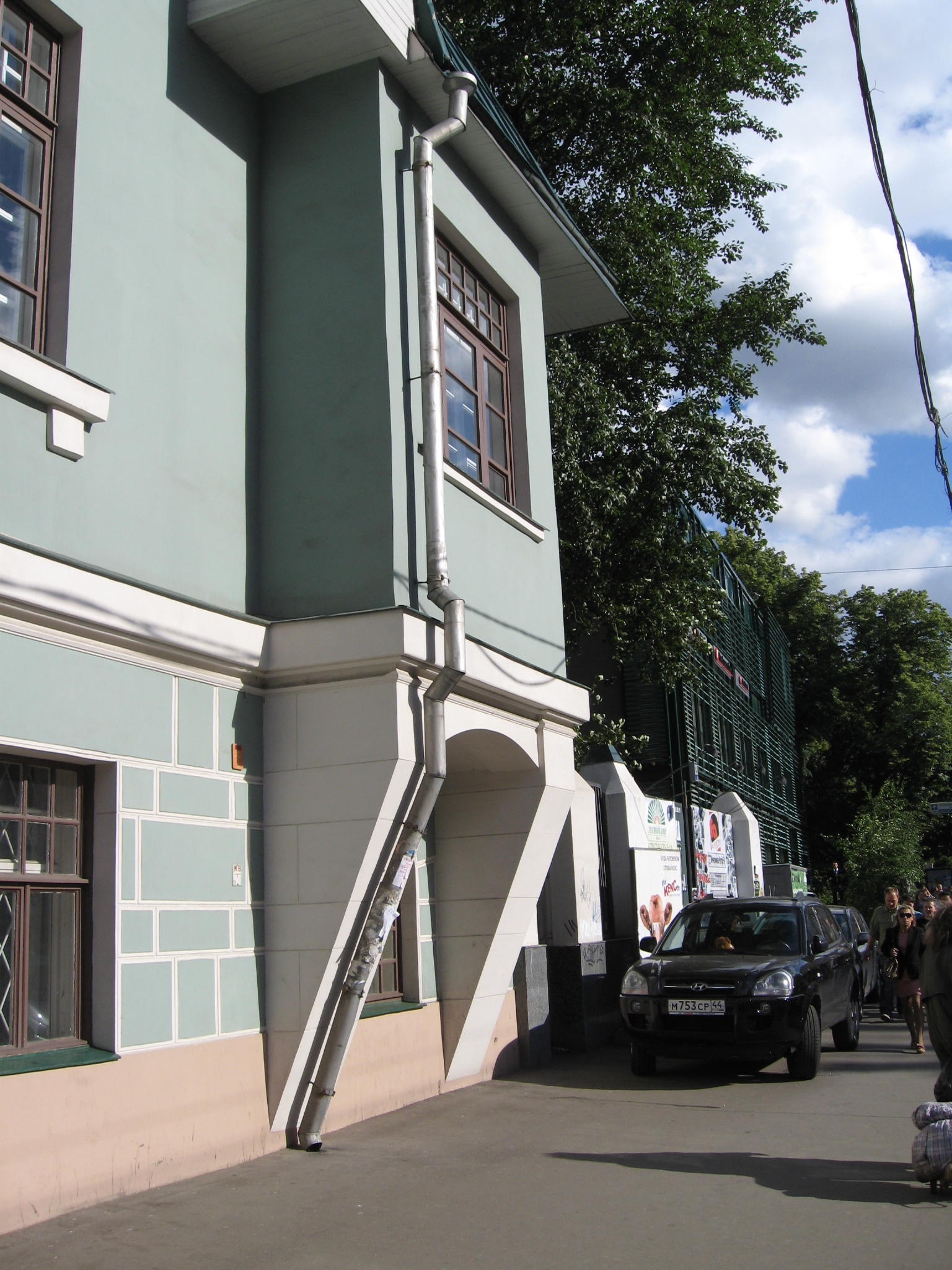
Эркер Дома Брюсова на проспекте Мира, 30. Москва
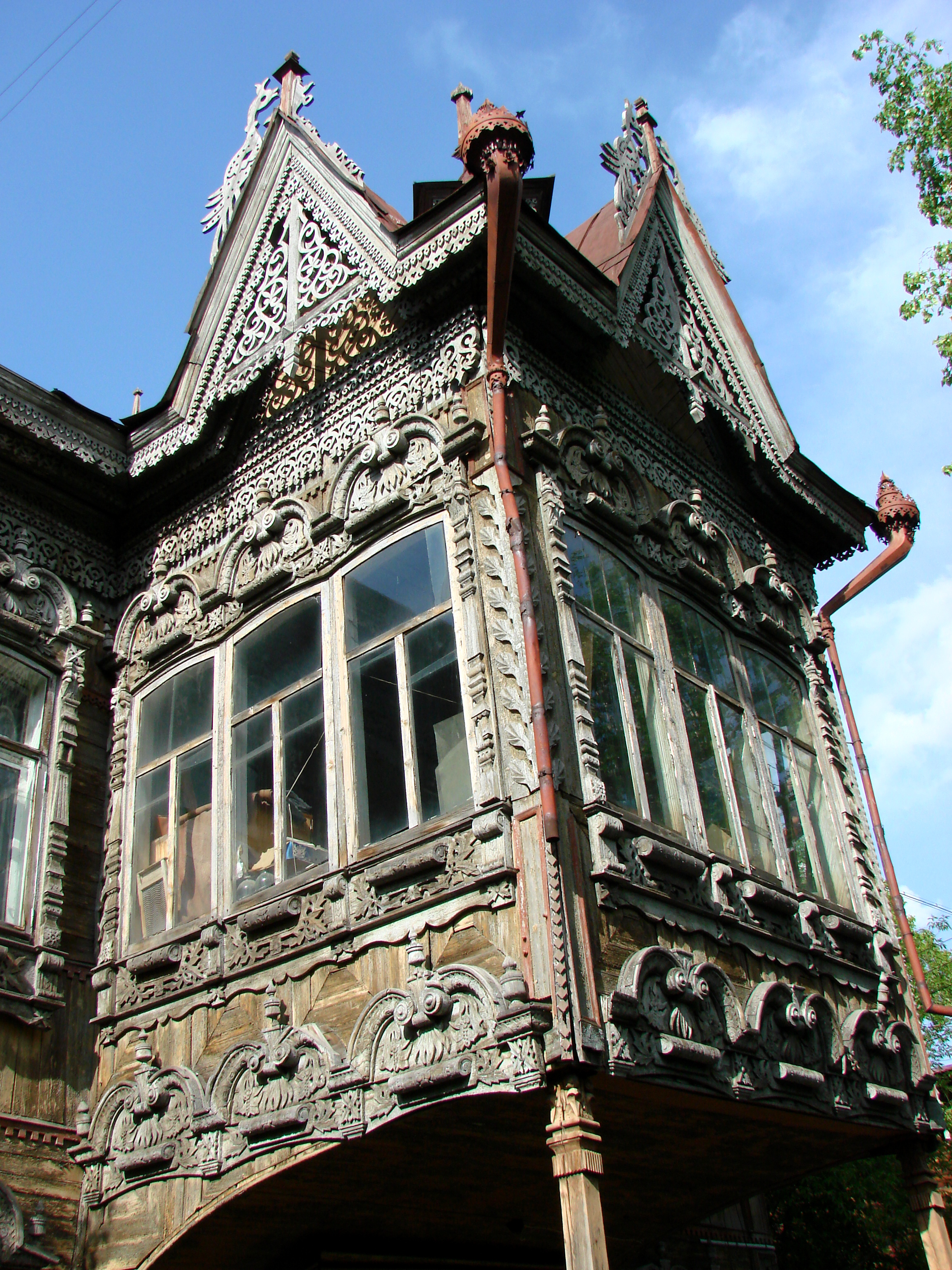
Деревянный дом в Томске
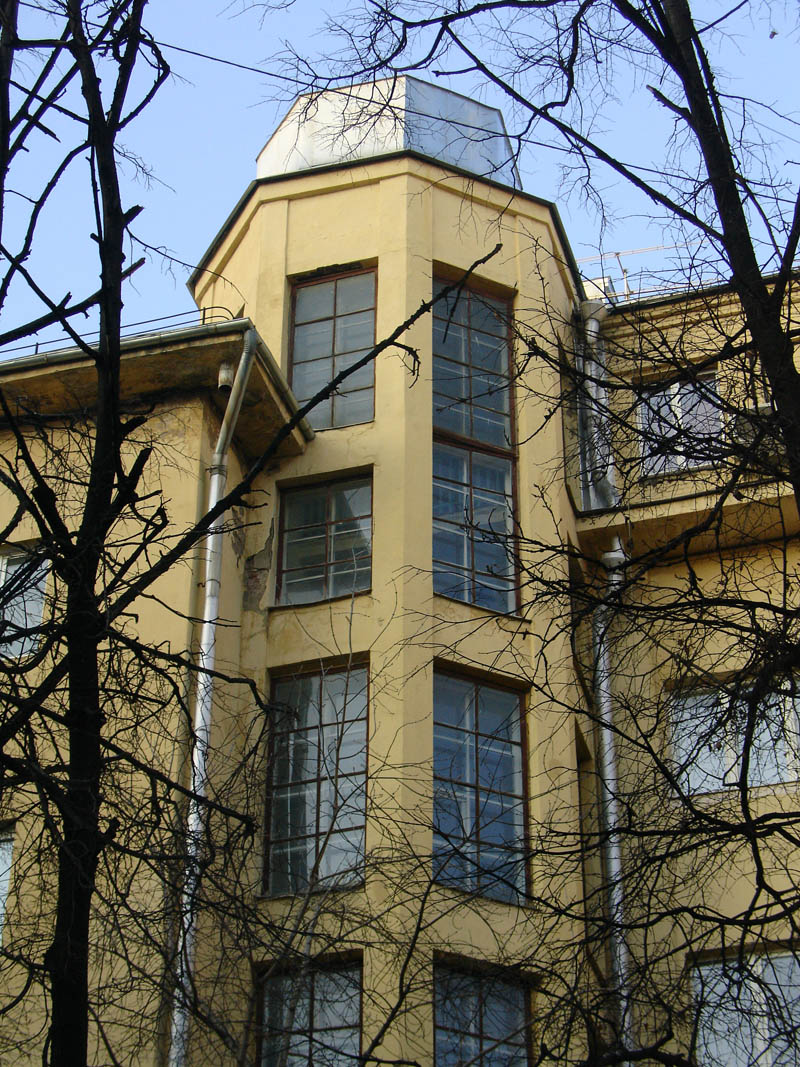
Фурманный переулок, Москва
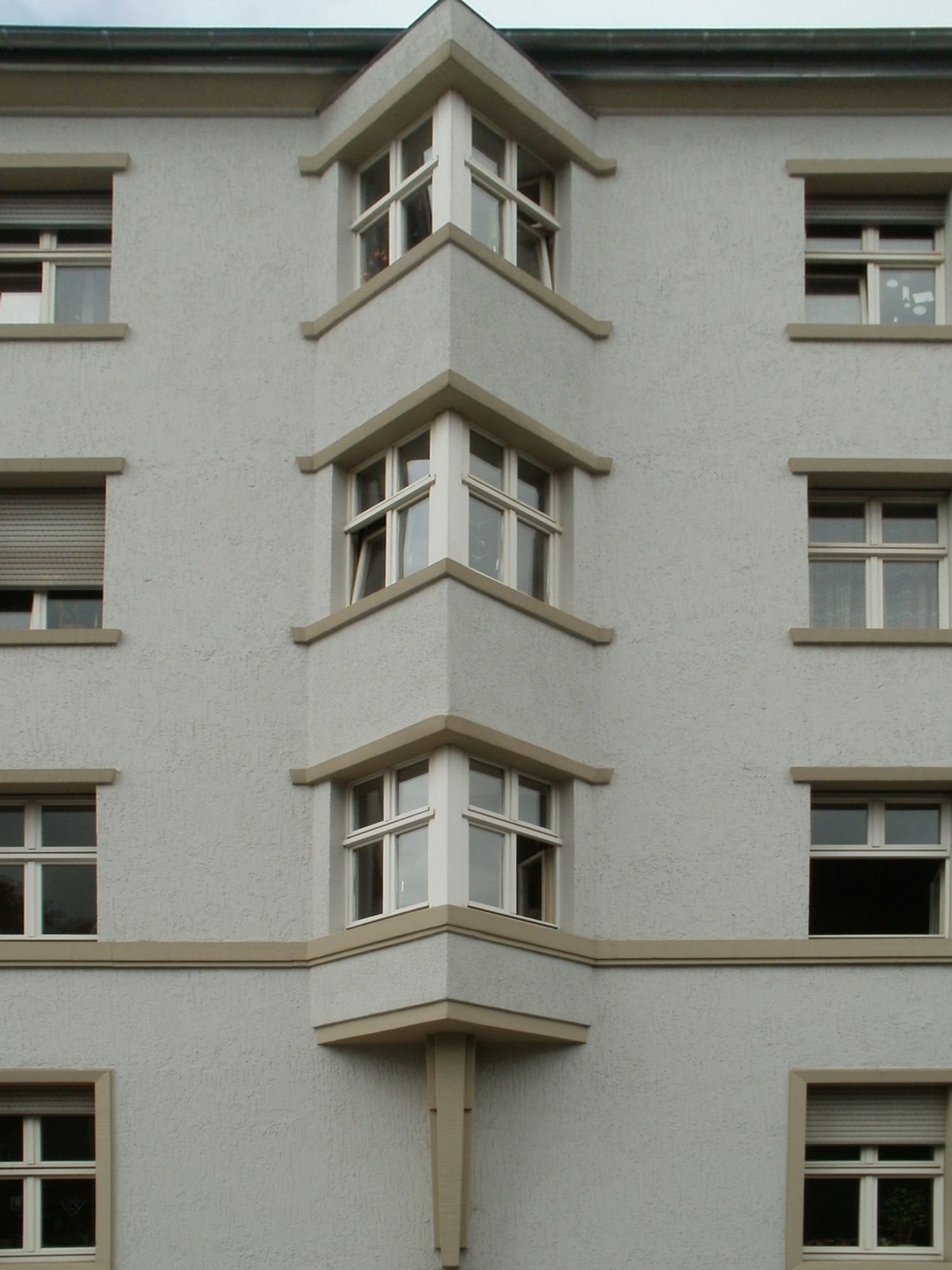
Германия
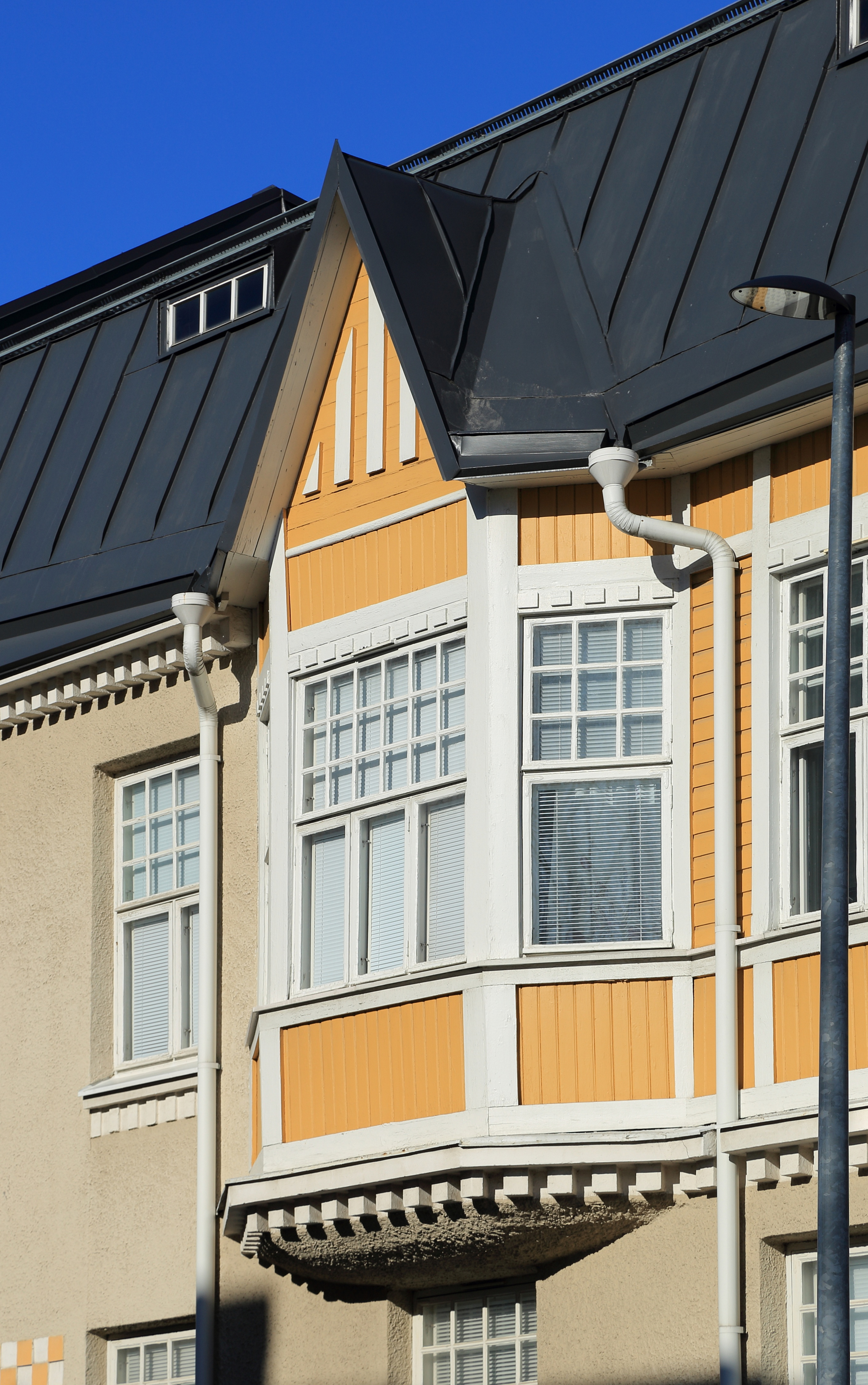
Оулу
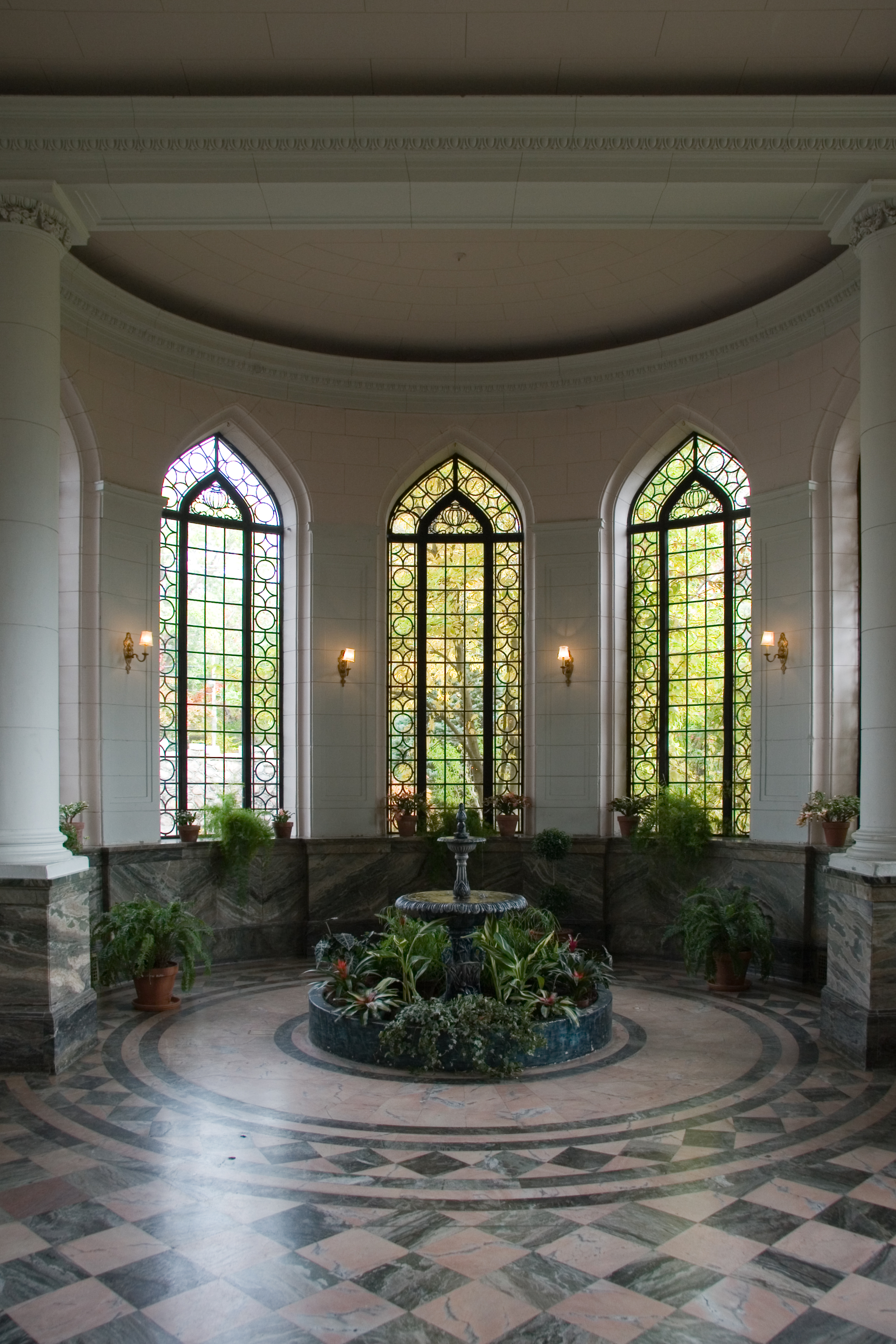
Консерватория Каса Лома, Торонто, Канада
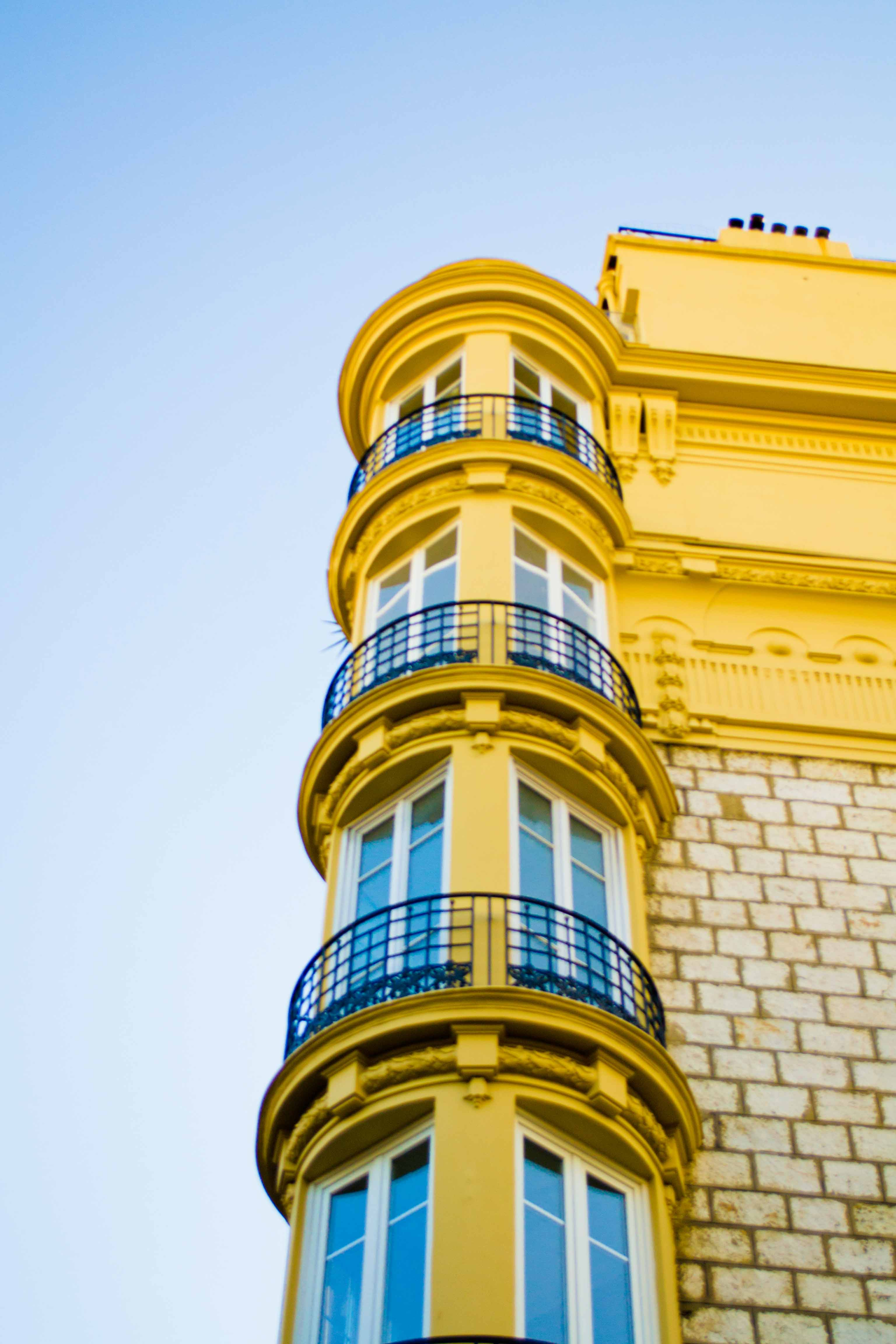
Ницца

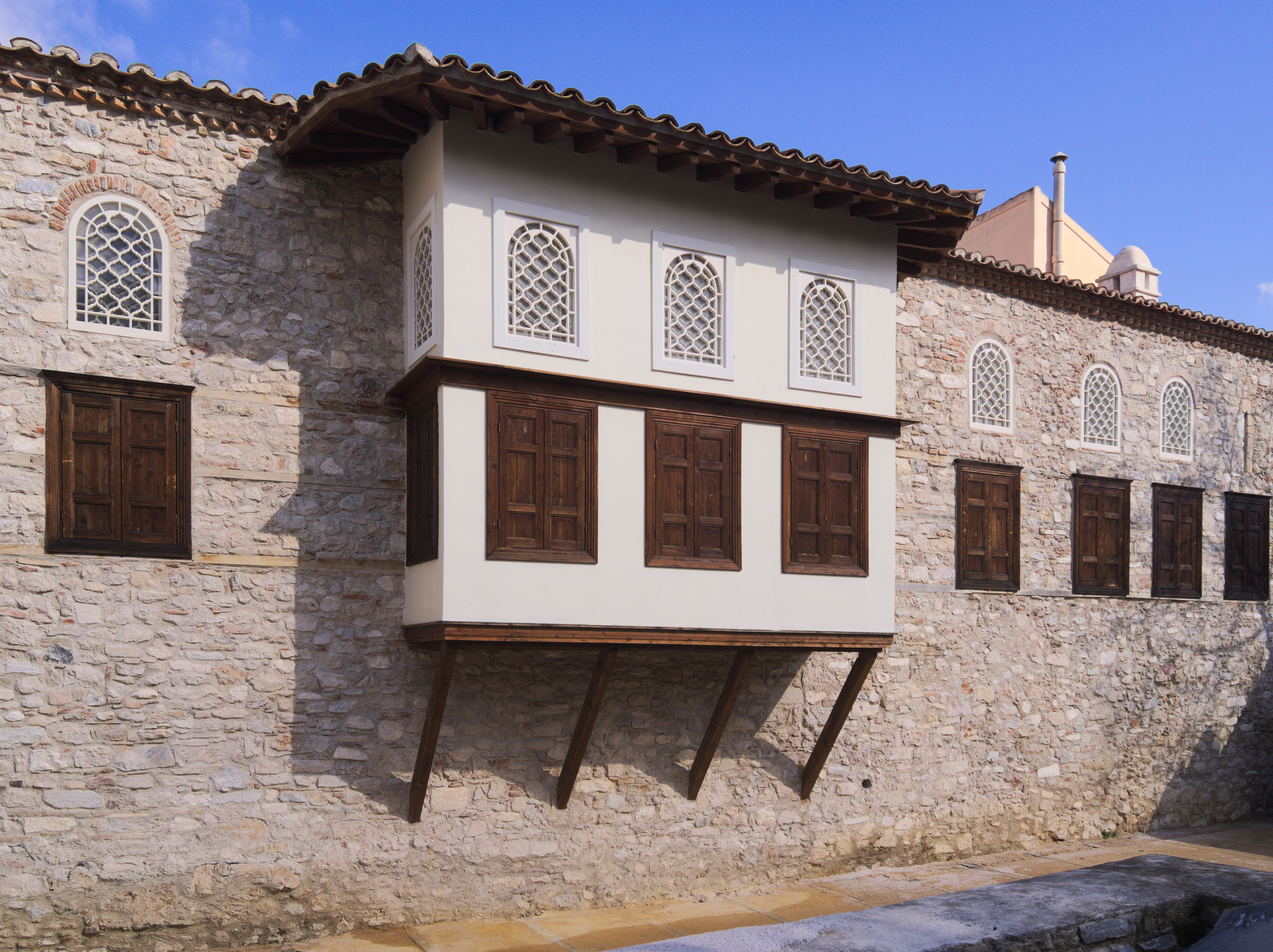
Афины, Греция
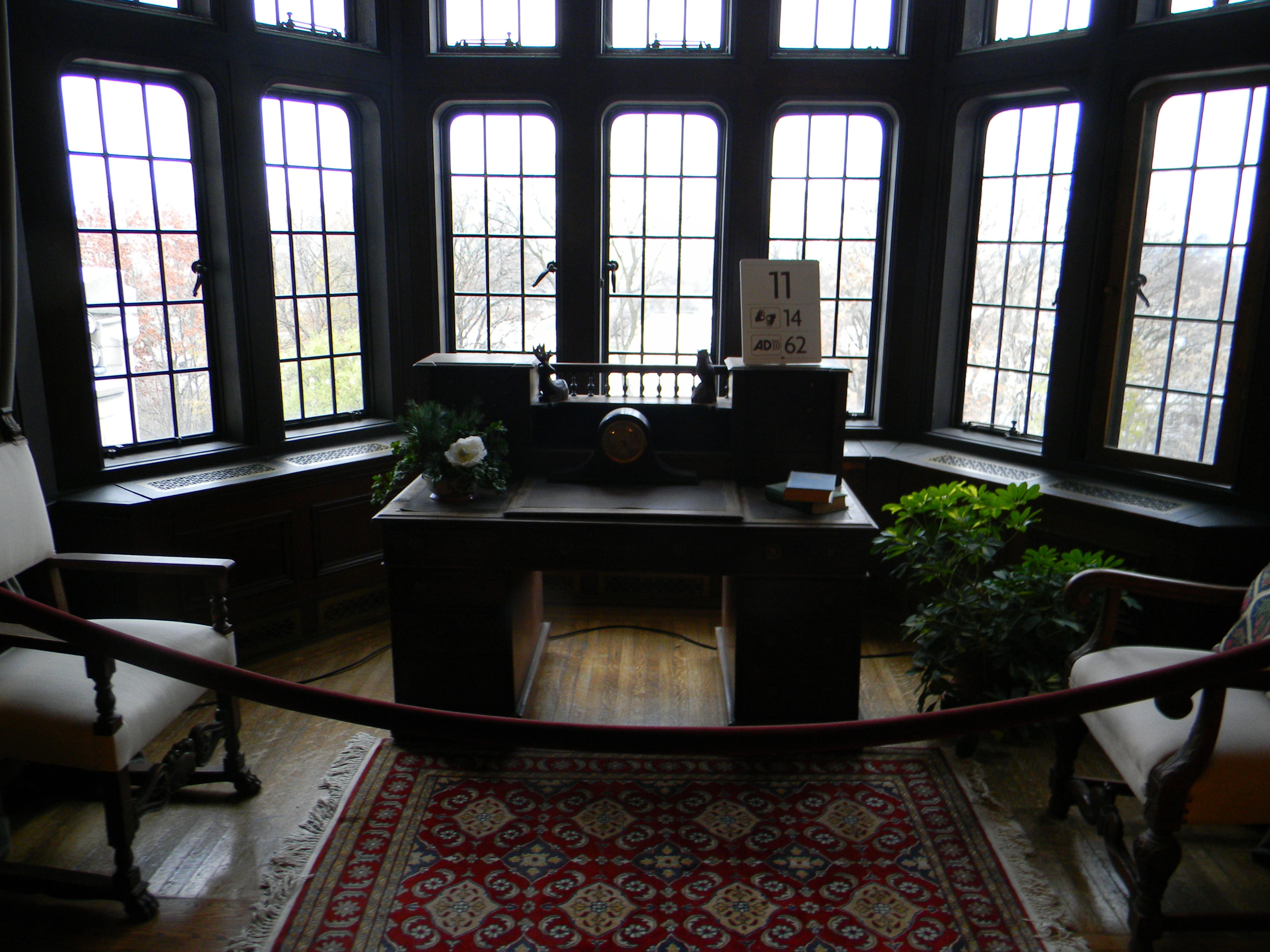
Каса Лома. Торонто, Канада
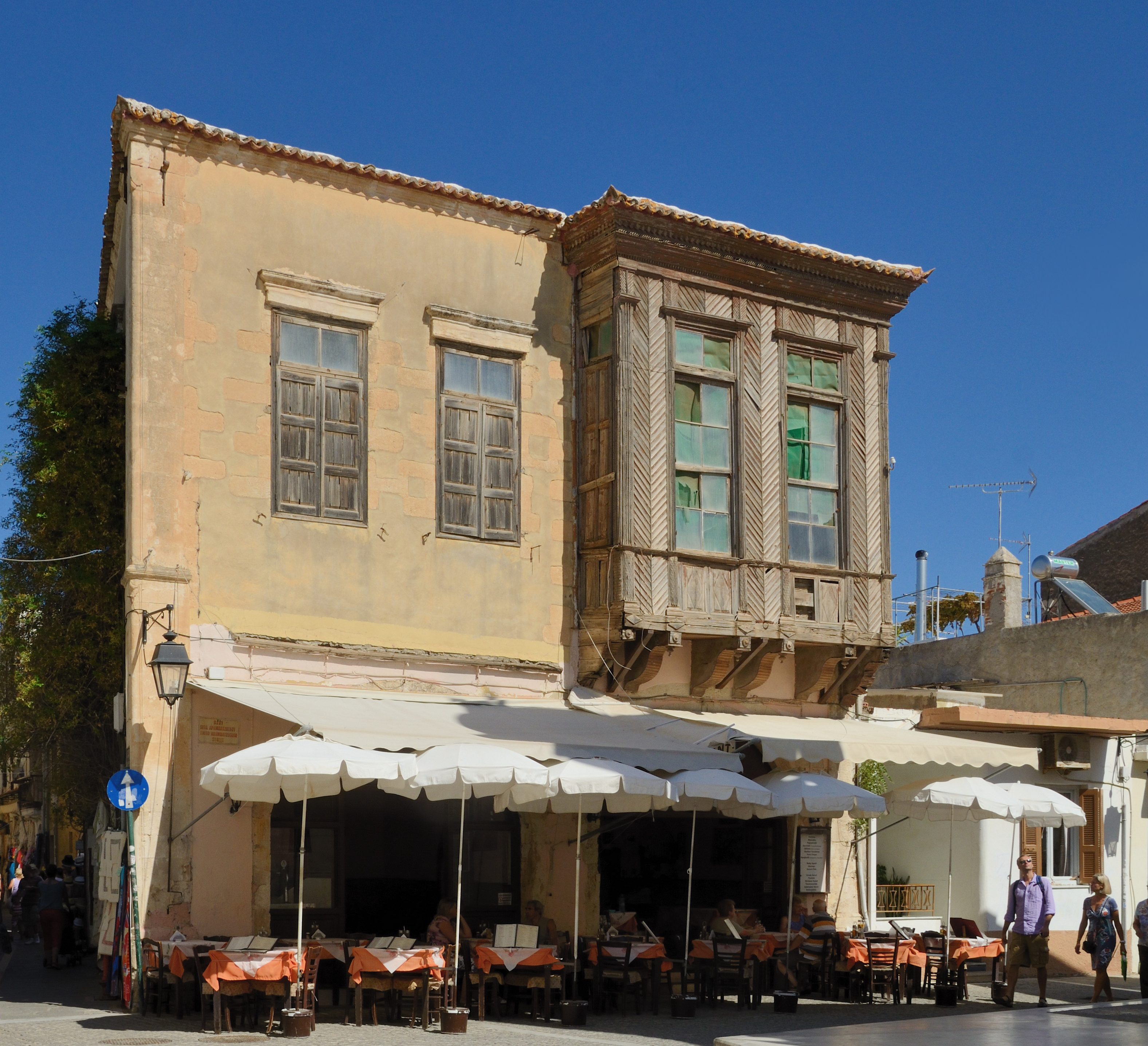
Турецкий дом. Ретимнон, Греция
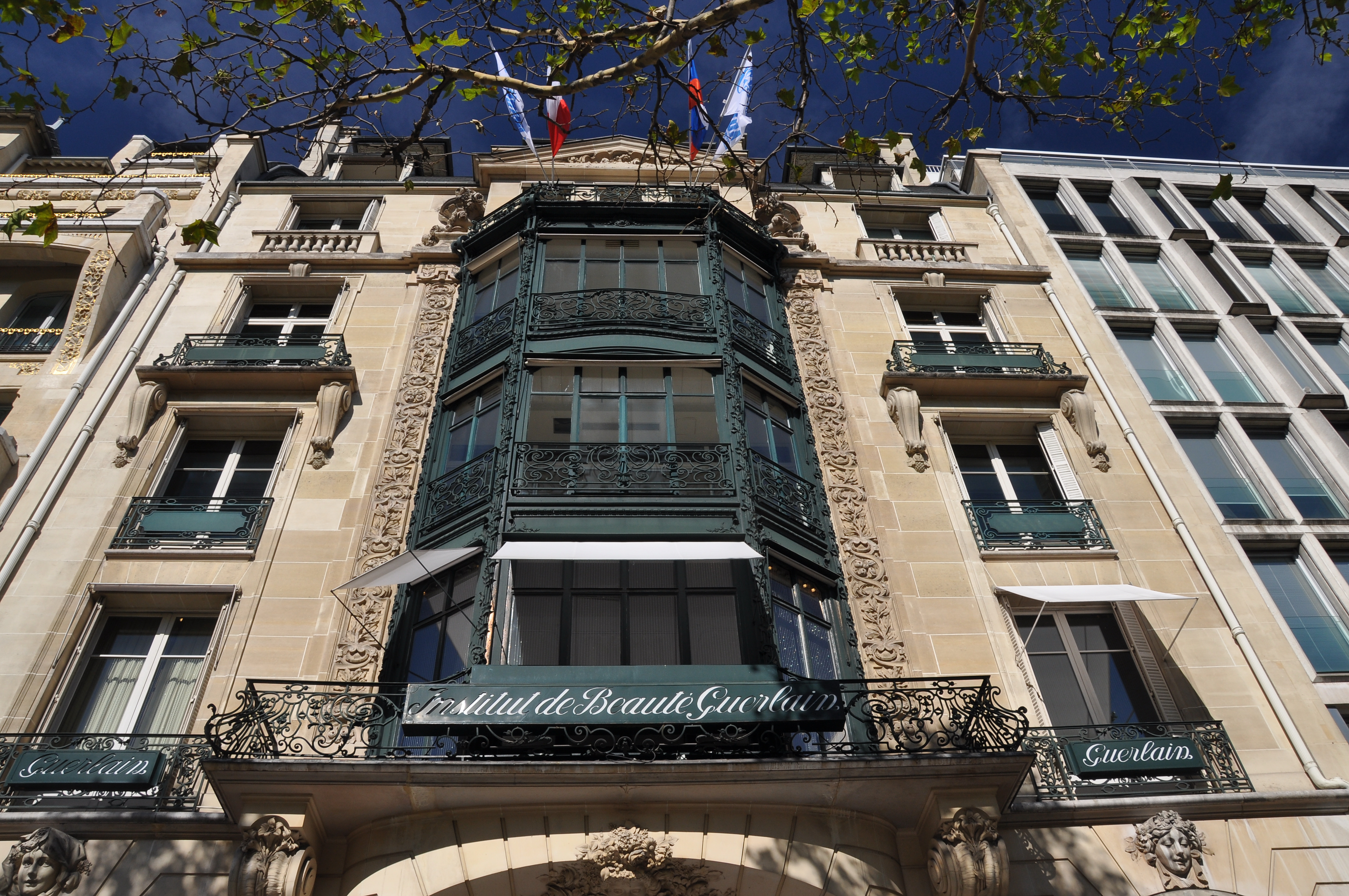
Париж
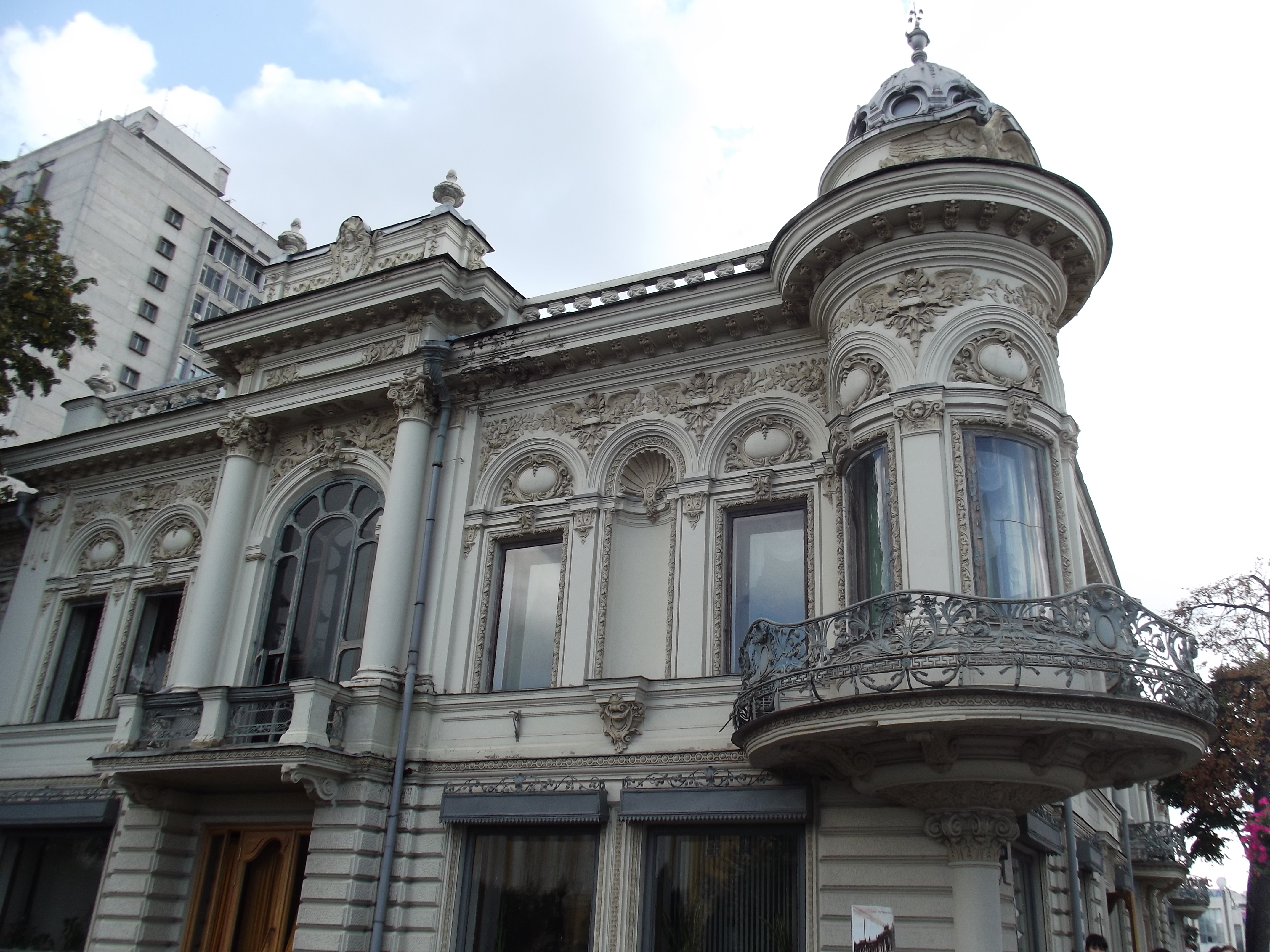
Дом Ушковой, Россия, Казань